# Lazy initialization
Odložená inicializace (anglicky Lazy Initialization) je jeden z návrhových vzoru využívaných v programování. Jíž z názvu lze postřehnout, že se jedná o odložení vytváření objektu, počítání hodnoty nebo provádění nějakého procesu, až do chvíle, kdy ho budeme poprvé potřebovat.

## Účel
V programování se často setkáváme se situacemi, kdy na jedné straně pracujeme s několika velkými objekty a na druhé potřebujeme program zoptimalizovat. Je sice možnost ty objekty inicializovat již od začátku, ale co když ho budeme potřebovat jenom jednou a někdy ke konci programu? Nebo svými podmínkami ten objekt celý program přeskočí a nevyužije vůbec? Tudíž vytváření takového objektu hned od začátku je nevhodné a východiskem z této situaci je tak zvaná odložená inicializace.
Odložená inicializace je pak často využívá s jinými návrhovými vzory, jako jsou Tovární metoda (Factory Method), Jedináček (Singleton) nebo Proxy (návrhový vzor).

## Plusy
- Inicializace objektu probíhá ve chvíli kdy je opravdu nutná
- Zrychluje se počáteční inicializace

## Minusy
- Není možné vytvořit pořadí inicializovaných objektů
- Vzniká odezva při dotazování se na objekt

## Základní implementace
Nejobyčejnější Java kód bez odložené inicializace by mohl vypadat asi takto:
```
// Normální statická inicializace (nikoli odložená)

private
 
static
 
final
 
Foo
 
foo
 
=
 
new
 
Foo
();

public
 
static
 
Foo
 
getFoo
()
 
{

	
return
 
foo
;

}

```

Objekt je vytvářen hned od začátku. Metoda getFoo() je rychlá ale nesynchronizovaná. Pro jednoduché aplikace to bohatě stačí. Kdybychom ale přece potřebovali pracovat s odloženou inicializací, museli bychom brat ohled i na aplikaci pracující s vlákny.
```
// Řádně synchronizovaná odložená inicializace

private
 
static
 
Foo
 
foo
 
=
 
null
;

public
 
static
 
synchronized
 
Foo
 
getFoo
()
 
{

	
if
 
(
foo
 
==
 
null
)

		
foo
 
=
 
new
 
Foo
();

	
return
 
foo
;

}

```

Ve výše uvedené podobě je už vidět, že se objekt nevytvářel hned od začátku, ale počká se na zavolání synchronizované metody getFoo(), která vrací objekt, pokud existuje, anebo pokud se jedná o první volání, ho vytvoří. Takový způsob ale zahrnuje i náklady na synchronizaci (když v poslední době poměrně malé). Kdybychom to chtěli optimalizovat i v tomto směru, můžeme využít i jiný způsob.
```
// Idiom držitelské třídy inicializace podle potřeby

private
 
static
 
class
 
FooHolder
 
{

	
static
 
final
 
Foo
 
foo
 
=
 
new
 
Foo
();

}

public
 
static
 
Foo
 
getFoo
()
 
{

	
return
 
FooHolder
.
foo
;

}

```

Když je metoda getFoo() volána poprvé, přečte atribut FooHolder.foo, čímž způsobí inicializaci třídy FooHolder. Takže se zase jedná o odloženou inicializaci, ale zároveň vynecháváme potřebu synchronizovat, protože volání metody zajišťuje pouze přístup k atributu. Nevýhodou takového triku ale je, že pracuje pouze se statickými atributy.

## Příklad využití
Jedna z možných situací, kdy je možné používat odloženou inicializaci je práce s poli. Aby bylo vhodné využívat takový vzor, měla by práce s polem splňovat alespoň tyto podmínky
- Vytváření pole by bylo velmi náročné
- Pole má volitelný charakter, jinými slovy může, ale nemusí se s ním pracovat.

Představme si, že máme košík, do kterého budeme vkládat různá ovoce. Zároveň ale nevíme, kolik jich tam bude, ani jakého budou druhu.
Jak je vidět, vytváření takového pole je poměrně náročné. Na druhou stranu pomoci Odložené inicializaci se problém zjednodušuje.
```
import
 
java.util.*
;

public
 
class
 
Ovoce

{

    
private
 
static
 
final
 
Map
<
String
,
Ovoce
>
 
typy
 
=
 
new
 
HashMap
<
String
,
Ovoce
>
();

    
private
 
final
 
String
 
typ
;

    
// Používá se privátní konstruktor, aby zamezil vytváření z venčí   

    
private
 
Ovoce
(
String
 
typ
)
 
{

      
this
.
typ
 
=
 
typ
;

    
}

 

    
/**

     * Odložená inicializace vrací instanci třídy Ovoce na základě jejího

     * typu. Inicializuje nový, pokud je to nutno.

     * @param type jakýkoliv String, určující typ ovoce (např."jablko")

     * @return instanci Ovoce na základě druhu ovoce.

     */

    
public
 
static
 
synchronized
 
Ovoce
 
getOvoce
(
String
 
typ
)
 
{

      
if
(
!
typy
.
containsKey
(
typ
))

      
{

        
typy
.
put
(
typ
,
 
new
 
Ovoce
(
typ
));
 
// Zde je Odložená inicializace

      
}

      
return
 
typy
.
get
(
typ
);

    
}

}

```